# 賓利Azure

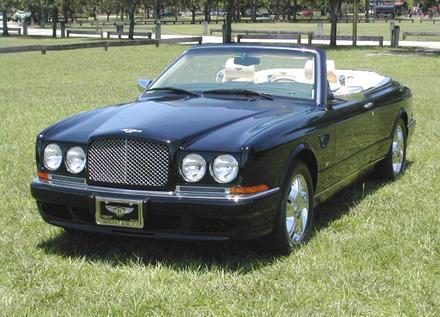
2003年的賓利Azure

賓利Azure（Bentley Azure）是英國汽車廠商賓利在克魯工廠生產的一款大型四座敞蓬車。這款車型於1995年首次推出。2003年後，該車型曾一度停產。經過三年的重新設計之後，賓利Azure在2006年重新開始銷售。